# Terrell Owens
Terrell Eldorado Owens (Alexander City, 7 dicembre 1973) è un giocatore di football americano statunitense che ha giocato per quindici stagioni nella National Football League (NFL). Convocato per sei Pro Bowl, Owens detiene o condivide diversi record della NFL e figura nei primi cinque in diverse categorie nelle ricezioni, inclusa quella delle yard ricevute (dietro solo a Jerry Rice e Larry Fitzgerald) e dei touchdown. È stato introdotto nella Pro Football Hall of Fame nel 2018.
Owens fu tanto produttivo in campo quanto controverso, creando grandi controversie con quasi ogni squadra abbia giocato. Al college giocò a football e a basket alla University of Tennessee at Chattanooga, venendo scelto nel terzo giro del Draft NFL 1996 dai San Francisco 49ers. Fu scambiato coi Philadelphia Eagles nel 2004 dopo uno scontro coi dirigenti dei 49ers. Due anni dopo fu nuovamente svincolato, firmando un ricco contratto coi Dallas Cowboys, venendo ancora lasciato libero il 4 marzo 2009. Owens giocò anche per i Buffalo Bills e i Cincinnati Bengals nel 2009 e 2010, rispettivamente.
Popolarmente noto con le sue iniziali, T.O., Owens è conosciuto anche per i suoi fantasiosi festeggiamenti dopo i touchdown. Le sue azioni fuori e dentro il campo hanno portato spesso a multe da parte della lega e penalità per la sua squadra.
Dal 2022 gioca nella Fan Controlled Football (FCF).

## Carriera professionistica

### San Francisco 49ers
Al draft NFL 1996 è stato selezionato come 89a scelta dai San Francisco 49ers. Ha debuttato nella NFL il 1º settembre 1996 contro i New Orleans Saints. Già nella stagione successiva è diventato titolare contribuendo a far vincere ai 49ers ben 13 partite nonostante la perdita di Jerry Rice per infortunio.
Nella primavera del 2004 una gigantesca incomprensione tra Owens, il suo agente, i 49ers, i Baltimore Ravens, squadra alla quale era destinato, e i Philadelphia Eagles, squadra con la quale il giocatore si era accordato verbalmente, creò una vera e propria telenovela che si è conclusa con il suo passaggio agli Eagles.

### Philadelphia Eagles

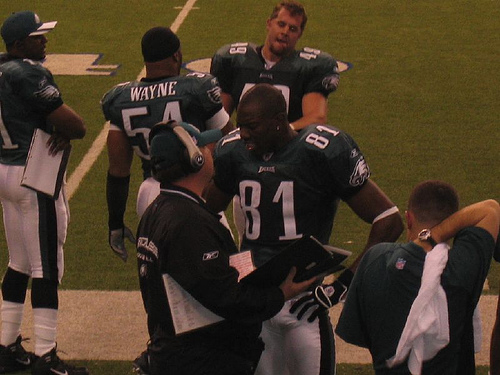
Owens (81) con gli Eagles mentre parla con l'allenatore

La sua stagione a Philadelphia fu strepitosa fino al 19 dicembre 2004, nella partita contro i Dallas Cowboys si slogò la caviglia rompendosi anche il perone; nonostante l'infortunio grave che lo avrebbe dovuto tenere fuori per tutta la stagione, quando gli Eagles arrivarono al Super Bowl  Owens prima della partita annunciò che avrebbe giocato anche contro il parere dei medici. Giocò una buona partita, con 9 ricezioni e 122 yard, ma gli Eagles persero 24-21 contro i New England Patriots. Dopo la partita, la sua dichiarazione secondo la quale se Brett Favre fosse stato al suo posto sarebbe stato osannato invece che criticato, suscitò molte polemiche tra i giornalisti. In quella stagione T.O. fu criticato per dei festeggiamenti, per i quali era già ben conosciuto, considerati sopra le righe: prima andando a pestare lo stellone dei Cowboys a Dallas, poi per aver imitato il corvo nei confronti del linebacker dei Ravens Ray Lewis. Nello stesso anno, suscita grandi polemiche uno spot per l'incontro del Monday Night contro i Cowboys: in esso, Owens si fa implorare dalla sua "ragazza" (interpretata da Nicollette Sheridan nel ruolo di Edie di Desperate Housewives) di non giocare la partita, ed ella lo "convince" mostrandosi interamente nuda.
La stagione 2005 iniziò subito con il piede sbagliato: Owens dopo aver ingaggiato come agente Drew Rosenhaus, noto per la sua aggressività, annunciò di voler ridiscutere il suo contratto. Inoltre, in un'intervista, dichiarò che non era stato lui ad aver giocato il Super Bowl non al massimo delle sue possibilità, riferendosi inequivocabilmente, anche se non esplicitamente, al suo quarterback Donovan McNabb; questi non la prese affatto bene e criticò aspramente il suo compagno di squadra. A questo va aggiunto che gli Eagles negarono a Owens il permesso di giocare la Summer League di basket con i Sacramento Kings e che, durante il ritiro estivo, un acceso diverbio con l'allenatore Andy Reid gli costò due settimane di sospensione. A stagione iniziata le cose andarono peggiorando: prima della partita contro i Dallas Cowboys, probabilmente la squadra più odiata dai tifosi degli Eagles, Owens dichiarò che se potesse tornare al 2004 non avrebbe firmato per Philadelphia e dopo il match perso malamente si imbarcò sull'aereo indossando la maglietta di Michael Irvin, storico giocatore dei Cowboys; nonostante fosse noto che Owens e Irvin fossero buoni amici, ai tifosi degli Eagles la cosa sembrò un gravissimo affronto. Le controversie seguirono quando in un'intervista prima della partita contro i Denver Broncos si lamentò di non ricevere abbastanza palloni, nonostante in quel momento fosse il giocatore con più ricezioni nella lega. La goccia che fece traboccare il vaso fu l'intervista lasciata alla ESPN il 3 novembre 2005, nella quale Owens sostenne che se il quarterback degli Eagles fosse Brett Favre e non Donovan McNabb la squadra sarebbe imbattuta (in quel periodo gli Eagles navigavano in pessime acque) e criticò la società per non aver celebrato il suo centesimo touchdown; due giorni dopo gli Eagles lo sospesero per quattro partite, la massima punizione consentita dalla NFL per condotta scorretta nei confronti della squadra. Il giorno dopo la ESPN rese noto che Owens era venuto alle mani durante un litigio con Hugh Douglas, suo ex compagno di squadra ora dirigente, cosa che spinse un commentatore della rete sportiva a definirlo un "idiota egoista".
Finita la squalifica, gli Eagles misero Owens fuori rosa e a nulla valse la conferenza stampa nella quale si scusò con tutti, soprattutto con McNabb. L'ennesima intervista controversa avvenne il 16 dicembre 2005, nella quale Owens accusò i suoi compagni di squadra di non aver voluto che prendesse parte al Super Bowl dell'anno precedente, mancandogli di rispetto per il duro lavoro da lui sostenuto per giocare quella partita, dichiarò di sentirsi usato dagli Eagles e di essersi sempre chiesto perché i media lo criticassero per le sue esultanze dopo un touchdown quando il trattamento opposto era riservato a quelle di Chad Johnson dei Cincinnati Bengals. Il 14 marzo 2006 gli Eagles rescissero il suo contratto lasciandolo diventare un free agent.

### Dallas Cowboys

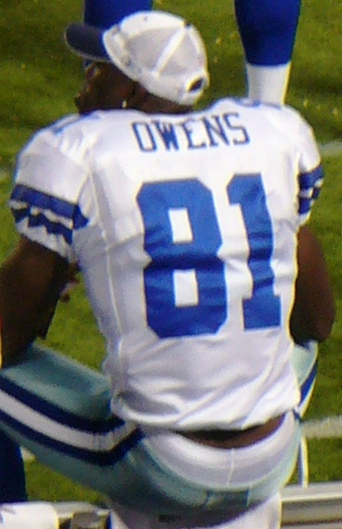
Owens con la maglia dei Cowboys nell'agosto 2007.

Il 18 marzo 2006 accettò l'offerta di contratto dei Dallas Cowboys.
Neanche a Dallas Owens ha smise di far parlare di sé: il 17 settembre 2006, durante la partita contro i Washington Redskins, riportò una microfrattura ad una falange e fu costretto ad abbandonare la partita. In seguito, emerse che, per guarire dall'infortunio, Owens avrebbe dovuto sottoporsi ad un intervento chirurgico che lo avrebbe tenuto lontano dal campo da due a quattro settimane: il 27 settembre 2006 Owens ingerì intenzionalmente una dose di antidolorifico molto maggiore di quella prescritta, in quello che ufficialmente è considerato un incidente dovuto ad una reazione allergica, ma che da molti, vista la volontarietà del gesto e le circostanze poco chiare, è stato visto come un tentativo di suicidio.
Il 4 marzo 2009 fu tagliato dai Dallas Cowboys.

### Buffalo Bills
Il 7 marzo 2009, Owens firmò un contratto annuale con i Buffalo Bills indossando sempre il numero 81. Coi Bills giocò come titolare tutte le 16 gare della stagione regolare totalizzando 829 yard su ricezione e 5 touchdown.

### Cincinnati Bengals
Il 27 luglio 2010, T.O. firmò un altro contratto annuale, questa volta con i Cincinnati Bengals, del valore circa 2 milioni di dollari (più altri 2 milioni in possibili premi e bonus), mantenendo il proprio numero di maglia. Dopo una stagione in cui guidò la squadra con quasi mille yard su ricezione e 9 touchdown, il 21 dicembre 2010 venne inserito in lista infortunati per un problema al ginocchio saltando così le ultime due partite della stagione regolare. Malgrado le ottime cifre fatte registrare, i Bengals optarono per non rifirmare Owens per la stagione successiva.

### Allen Wranglers (IFL)
Il 2 novembre 2011, gli Allen Wranglers della Indoor Football League annunciarono di aver raggiunto un accordo con Owens per la stagione 2012. Il 18 gennaio 2012, Owens annunciò ufficialmente via Twitter di aver accettato l'offerta dei Wranglers. Nel suo debutto con gli Allen Wranglers, Owens ricevette tre passaggi per 53 yard e 3 touchdown nella vittoria sui Wichita Wild 50-30. In 8 partite giocate in stagione, Owens terminò con 35 ricezioni per 420 yard e 10 touchdown.
Il 29 maggio 2012, Owens fu svincolato.

### Seattle Seahawks
Dopo due stagioni di assenza dai campi NFL e all'età di 38 anni, Owens firmò un contratto annuale del valore di 900.000 dollari coi Seattle Seahawks. Coi Seahawks, Owens passò dallo storico numero 81, indossato a Seattle da Golden Tate, al numero 84. A Seattle, T.O. disputò due partite di pre-stagione, nella prima delle quali non ricevette alcuno dei 5 passaggi tentati dal quarterback Matt Flynn verso la sua direzione. Il 26 agosto 2012 fu svincolato dai Seahawks, annunciando il proprio ritiro.

## Palmarès

### Franchigia
- National Football Conference Championship: 1

Philadelphia Eagles: 2004

### Individuale
- Convocazioni al Pro Bowl: 6

2000, 2001, 2002, 2003, 2004, 2007
- First-Team All-Pro: 5

2000, 2001, 2002, 2004, 2007
- Leader della NFL in touchdown su ricezione: 3

2001, 2002, 2006
- Formazione ideale della NFL degli anni 2000
- Pro Football Hall of Fame (classe del 2018)

## Statistiche
Stagione regolare
Nota: I tackle non venivano registrati come statistiche fino alla stagione 2000 compresa.
Legenda: PG=Partite giocate PT=Partite da titolare R=Ricezioni YR=Yard su ricezione TR=Touchdown su ricezione RF=Fumble su ricezione C=Corse YC=Yard su corse TC=Touchdown su corse FC=Fumble su corse KR=kickoff ritornati TK=Touchdown su kick off YK=Yard su kick off FK=Fumble su kick off TT=Tackle T=Tackle TA=Tackle assistito D=Deviazioni difensive FS=Fumble subiti FP=Fumble persi FF=Fumble forzati FR=Fumble recuperati YF=Yard su fumble recuperati FT=Fumble terminati fuori dal campo di gioco.
| Stagione | Squadra             | PG | PT | R   | YR    | TR | RF | C  | YC | TC | FC | KR | TK | YK | FK | TT | T | TA | D | FS | FP | FF | FR | YF | FT |
| -------- | ------------------- | -- | -- | --- | ----- | -- | -- | -- | -- | -- | -- | -- | -- | -- | -- | -- | - | -- | - | -- | -- | -- | -- | -- | -- |
| 1996     | San Francisco 49ers | 16 | 10 | 35  | 520   | 4  | 1  | 0  | 0  | 0  | 0  | 3  | 47 | 0  | 0  | 0  | 0 | 0  | 0 | 1  | 1  | 0  | 0  | 0  | 0  |
| 1997     | San Francisco 49ers | 16 | 15 | 60  | 936   | 8  | 1  | 0  | 0  | 0  | 0  | 2  | 31 | 0  | 0  | 0  | 0 | 0  | 0 | 1  | 0  | 0  | 1  | 0  | 0  |
| 1998     | San Francisco 49ers | 16 | 10 | 67  | 1.097 | 14 | 1  | 4  | 53 | 1  | 0  | 0  | 0  | 0  | 0  | 0  | 0 | 0  | 0 | 1  | 1  | 0  | 1  | 13 | 0  |
| 1999     | San Francisco 49ers | 14 | 14 | 60  | 754   | 4  | 1  | 0  | 0  | 0  | 0  | 0  | 0  | 0  | 0  | 0  | 0 | 0  | 0 | 1  | 1  | 0  | 0  | 0  | 0  |
| 2000     | San Francisco 49ers | 14 | 13 | 97  | 1.451 | 13 | 2  | 3  | 11 | 0  | 1  | 0  | 0  | 0  | 0  | 0  | 0 | 0  | 0 | 3  | 2  | 0  | 0  | 0  | 0  |
| 2001     | San Francisco 49ers | 16 | 16 | 93  | 1.412 | 16 | 0  | 4  | 21 | 0  | 0  | 0  | 0  | 0  | 0  | 4  | 3 | 1  | 0 | 0  | 0  | 1  | 0  | 0  | 0  |
| 2002     | San Francisco 49ers | 14 | 14 | 100 | 1.300 | 13 | 7  | 79 | 1  | 0  | 0  | 0  | 0  | 0  | 0  | 0  | 0 | 0  | 0 | 0  | 0  | 0  | 0  | 0  | 0  |
| 2003     | San Francisco 49ers | 15 | 15 | 80  | 1.102 | 9  | 0  | 3  | -2 | 0  | 0  | 0  | 0  | 0  | 0  | 2  | 2 | 0  | 0 | 0  | 0  | 0  | 0  | 0  | 0  |
| 2004     | Philadelphia Eagles | 14 | 14 | 77  | 1.200 | 14 | 2  | 3  | -5 | 0  | 0  | 0  | 0  | 0  | 0  | 1  | 1 | 0  | 0 | 2  | 1  | 0  | 0  | 0  | 0  |
| 2005     | Philadelphia Eagles | 7  | 7  | 47  | 763   | 6  | 0  | 1  | 2  | 0  | 0  | 0  | 0  | 0  | 0  | 2  | 2 | 0  | 0 | 0  | 0  | 0  | 0  | 0  | 0  |
| 2006     | Dallas Cowboys      | 16 | 15 | 85  | 1.180 | 13 | 0  | 0  | 0  | 0  | 0  | 0  | 0  | 0  | 0  | 3  | 3 | 0  | 0 | 0  | 0  | 0  | 0  | 0  | 0  |
| 2007     | Dallas Cowboys      | 16 | 15 | 81  | 1.355 | 15 | 0  | 1  | 5  | 0  | 0  | 0  | 0  | 0  | 0  | 3  | 3 | 0  | 1 | 0  | 0  | 0  | 0  | 0  | 0  |
| 2008     | Dallas Cowboys      | 16 | 16 | 69  | 1.052 | 10 | 1  | 7  | 33 | 0  | 0  | 0  | 0  | 0  | 0  | 3  | 3 | 0  | 0 | 1  | 1  | 0  | 0  | 0  | 0  |
| 2009     | Buffalo Bills       | 16 | 16 | 55  | 829   | 5  | 1  | 6  | 54 | 1  | 0  | 0  | 0  | 0  | 0  | 2  | 2 | 0  | 0 | 1  | 0  | 0  | 0  | 0  | 1  |
| 2010     | Cincinnati Bengals  | 14 | 11 | 72  | 983   | 9  | 0  | 0  | 0  | 0  | 0  | 0  | 0  | 0  | 0  | 4  | 4 | 0  | 0 | 0  | 0  | 0  | 0  | 0  | 0  |